# Вулиця Васнецова (Київ)
Ву́лиця Васнецо́ва — вулиця в Дніпровському районі міста Києва, місцевість Стара Дарниця. Пролягає від Гроденської вулиці до вулиці Щепкіна. Одна з найкоротших вулиць Києва.

## Історія
Вулиця виникла в 1-й половині XX століття, мала назву Пролетарська. Сучасна назва на честь російського художника Віктора Васнецова — з 1955 року. У 1970–80-х роках значно скорочена в зв'язку зі знесенням старої забудови.